# Comitatul Shelby, Iowa
Comitatul Shelby (în engleză Shelby County) este un comitat din statul Iowa, Statele Unite ale Americii.
Conform recensământului din 2010, are o populație de 12.167 de locuitori. Reședința comitatului este orașul Harlan.

## Autostrăzi majore
- U.S. Highway 59
- Iowa Highway 37
- Iowa Highway 44
- Iowa Highway 173
- Iowa Highway 191

## Comitate adiacente
- Crawford County  (nord)
- Audubon County  (est)
- Cass County  (sud-est)
- Pottawattamie County  (sud)
- Harrison County  (vest)

## Comunități
- Botna
- Corley
- Defiance
- Earling
- Elk Horn
- Harlan
- Irwin
- Jacksonville
- Kirkman
- Panama
- Portsmouth
- Shelby
- Tennant
- Westphalia